# Copa del Rey de baloncesto 1993
La 57.ª edición de la Copa del Rey de baloncesto se disputó en el Coliseum da Coruña de La Coruña desde el 4 al 7 de marzo de 1993 en su fase final. Real Madrid ganó su vigesimosegundo título después de derrotar al Joventut Marbella en la final. No obstante, además de la final también se disputaron en La Coruña las dos semifinales, pero no así los partidos de los cuartos de final que se celebraron en Vigo (Taugrés Baskonia-FC Barcelona), Lugo (Joventut Marbella-TDK Manresa), Ferrol (Real Madrid-Caja San Fernando) y Ourense (NatWest Zaragoza-Estudiantes).
Esta edición fue jugada por los 22 equipos de la Liga ACB 1992-93. Los cuatro primeros equipos dentro de la temporada anterior calificaron directamente para el Ocho Final, mientras que los equipos 5 a 8 se unieron a la competencia en la tercera ronda. En el sorteo de la primera ronda, dos equipos fueron eliminados.

## Primera ronda
| Equipo 1          | Agr.    | Equipo 2       | Ida   | Vuelta |
| ----------------- | ------- | -------------- | ----- | ------ |
| Valvi Girona      | 156–159 | BFI Granollers | 73–63 | 83–96  |
| Júver Murcia      | 137–145 | TDK Manresa    | 71–66 | 66–79  |
| Unicaja Mayoral   | 148–170 | Coren Orense   | 78–95 | 70–75  |
| Festina Andorra   | 150–155 | DYC Breogán    | 74–70 | 76–85  |
| Cáceres CB        | 168–165 | Argal Huesca   | 88–74 | 80–91  |
| Caja San Fernando | 184–153 | Ferrys Llíria  | 90–70 | 94–83  |

## Segunda ronda
| Equipo 1         | Agr.    | Equipo 2          | Ida   | Vuelta |
| ---------------- | ------- | ----------------- | ----- | ------ |
| Pamesa Valencia  | 148–154 | BFI Granollers    | 66–68 | 82–86  |
| Pescanova Ferrol | 137–141 | TDK Manresa       | 73–74 | 64–67  |
| Coren Orense     | 133–135 | DYC Breogán       | 64–67 | 69–69  |
| Cáceres CB       | 155–172 | Caja San Fernando | 72–76 | 83–96  |

## Tercera ronda
| Equipo 1         | Agr.    | Equipo 2               | Ida    | Vuelta |
| ---------------- | ------- | ---------------------- | ------ | ------ |
| BFI Granollers   | 156–158 | TDK Manresa            | 81–72  | 75–86  |
| DYC Breogán      | 170–196 | Caja San Fernando      | 88–103 | 82–93  |
| FC Barcelona     | 192–188 | Elosúa León            | 100–91 | 92–97  |
| NatWest Zaragoza | 169–165 | Grupo Libro Valladolid | 83–76  | 86–89  |

## Final a Ocho
|  | Cuartos de final  | Cuartos de final |                  |                   | Semifinal  | Semifinal  |                  |                   | Final            | Final      |  |
|  | 4 de marzo        | 4 de marzo       |                  |                   | 6 de marzo | 6 de marzo |                  |                   | 7 de marzo       | 7 de marzo |  |
|  |                   |                  |                  |                   |            |            |                  |                   |                  |            |  |
|  |                   |                  |                  |                   |            |            |                  |                   |                  |            |  |
|  | Joventut Marbella | 86               |                  |                   |            |            |                  |                   |                  |            |  |
|  | Joventut Marbella | 86               |                  |                   |            |            |                  |                   |                  |            |  |
|  | TDK Manresa       | 57               |                  |                   |            |            |                  |                   |                  |            |  |
|  | TDK Manresa       | 57               |                  | Joventut Marbella | 85         |            |                  |                   |                  |            |  |
|  |                   |                  |                  | Joventut Marbella | 85         |            |                  |                   |                  |            |  |
|  |                   |                  | NatWest Zaragoza | 71                |            |            |                  |                   |                  |            |  |
|  | Estudiantes       | 75               | NatWest Zaragoza | 71                |            |            |                  |                   |                  |            |  |
|  | Estudiantes       | 75               |                  |                   |            |            |                  |                   |                  |            |  |
|  | NatWest Zaragoza  | 91               |                  |                   |            |            |                  |                   |                  |            |  |
|  | NatWest Zaragoza  | 91               |                  |                   |            |            |                  | Joventut Marbella | 71               |            |  |
|  |                   |                  |                  |                   |            |            |                  | Joventut Marbella | 71               |            |  |
|  |                   |                  | Real Madrid      | 74                |            |            |                  |                   |                  |            |  |
|  | Real Madrid       | 101              | Real Madrid      | 74                |            |            |                  |                   |                  |            |  |
|  | Real Madrid       | 101              |                  |                   |            |            |                  |                   |                  |            |  |
|  | Caja San Fernando | 89               |                  |                   |            |            |                  |                   |                  |            |  |
|  | Caja San Fernando | 89               |                  | Real Madrid       | 89         |            |                  | Tercer lugar      | Tercer lugar     |            |  |
|  |                   |                  |                  | Real Madrid       | 89         |            |                  | Tercer lugar      | Tercer lugar     |            |  |
|  |                   |                  | Taugrés Baskonia | 70                |            |            |                  |                   |                  |            |  |
|  | Taugrés Baskonia  | 78               | Taugrés Baskonia | 70                |            |            | NatWest Zaragoza | 61                |                  |            |  |
|  | Taugrés Baskonia  | 78               |                  |                   |            |            | NatWest Zaragoza | 61                |                  |            |  |
|  | FC Barcelona      | 74               |                  |                   |            |            |                  |                   | Taugrés Baskonia | 74         |  |
|  | FC Barcelona      | 74               |                  |                   |            |            |                  |                   | Taugrés Baskonia | 74         |  |
|  |                   |                  |                  |                   |            |            |                  |                   |                  |            |  |

## Final
| 7 de marzo de 1993 | Real Madrid                                             | 74–71                              | Joventut Marbella                                   | |  |
| 20:00 GTM+1        | Marcador por tiempos: 33–40, 41–31                      | Marcador por tiempos: 33–40, 41–31 | Marcador por tiempos: 33–40, 41–31                  | |  |
|                    | Estadísticas Sabonis 25 Sabonis 11 Antúnez 2 Sabonis 29 | Boxscore Pts Reb Asts Val          | Estadísticas Villacampa 22 Thompson 5 Villacampa 25 | Pabellón: Coliseum , La Coruña Asistencia: 9,000 espectadores Árbitros: Miguel Ángel Betancort, Juan Carlos Mitjana |  |

| Campeones de la Copa del Rey 1993 |
| --------------------------------- |
| Real Madrid 22.º título           |

## MVP de la Copa
- Joe Arlauckas